# Harland Williams
Pour les articles homonymes, voir Williams.
Harland Williams est un acteur, scénariste et réalisateur canadien né le 14 novembre 1962 à Toronto (Canada).

## Filmographie

### Comme acteur
- 1994 : Dumb and Dumber : Motard de la Police d'État
- 1995 : Big News (TV)
- 1995 : Simon (série télévisée) : Simon
- 1996 : Touche pas à mon périscope (Down Periscope) : Marin 2nde Classe E.T. 'Sonar' Lovacelli
- 1997 : Rocket Man : Fred Z. Randall
- 1997 : Des hommes d'influence (Wag the Dog) de Barry Levinson : Pet Wrangler
- 1997 : Ned et son triton (série télévisée) : Newton (1997-99) (voix)
- 1998 : Reel Comedy: Something About Mary (TV) : Host
- 1998 : Les Fumistes (Half Baked) : Kenny Davis
- 1998 : Mr. Headmistress (TV) : Tucker / Headmistress
- 1998 : Mary à tout prix (There's Something About Mary) : l'auto-stoppeur
- 1998 : Dog Park : Callum
- 1999 : Superstar de Bruce McCulloch : Eric Slater
- 2000 : Mon voisin le tueur (The Whole Nine Yards) : Agent spécial Steve Hanson
- 2000 : Big Money Hustlas (vidéo) : Officier Harry Cox
- 2000 : Sammy (série télévisée) : Todd Blake (voix)
- 2000 : Becoming Dick (TV) : Richard Breggs
- 2000 : La Famille de mes rêves (The Geena Davis Show) (série télévisée) : Alan
- 2001 : Gary & Mike (Gary & Mike) (série télévisée) : Mike (voix)
- 2001 : Va te faire foutre Freddy ! (Freddy Got Fingered) : Darren
- 2001 : The Santa Claus Brothers (TV) : Daryl
- 2002 : Sorority Boys : Doofer / Roberta
- 2003 : Family Tree : Jake
- 2003 : Kart Racer : Zee
- 2004 : Back by Midnight : Shériff Hubbard
- 2005 : Lucky 13 : Bleckman
- 2005 : Winn-Dixie mon meilleur ami (Because of Winn-Dixie) : Policier
- 2005 : Earl (Épisode 1x10) (TV) : Organisateur du jeu pour gagner la voiture
- 2005 : Robots : Lug (voix)
- 2006 : Hot Tamale : Député Moseby
- 2006 : Employés modèles : Russell
- 2007 : Slacker Cats (TV) : Buckley
- 2007 : Shérif, fais-moi peur : Naissance d'une légende (The Dukes of Hazzard: The Beginning) (vidéo) : Rosco P. Coltrane
- 2008 : Stripmovie (Bachelor Party 2: The Last Temptation) : Derek
- 2009 : Vacances à la grecque : Big Al
- 2010 : Dahmer vs. Gacy : Dieu
- 2014 : Back in the Day : Skunk